# Lombach (Aare)
Der Lombach ist ein rund 12 Kilometer langer Fluss im Schweizer Kanton Bern, welcher bei Unterseen in den Thunersee mündet. Dabei hat er zusammen mit der Lütschine durch Geschiebe das Bödeli gebildet, welches den See vom Brienzersee trennt.

## Geographie

### Verlauf
Das Quellgebiet des Lombachs liegt auf etwa 1606 m ü. M. auf der Alp Lombach unterhalb des Augstmatthorns. Die Alp bildet auch das Quellgebiet des Laublägerlibachs, eines Quellbachs der Emme, der nur wenig nördlich auf der andern Seite der Wasserscheide im Feldmoos auf der Lombachalp entspringt.
Von hier an schlängelt er sich meist in südwestliche Richtung durch ein meist bewaldetes Tal, das im Süden vom Brienzergrat begrenzt wird. Dabei passiert er in einem tiefen Graben auf der Südostseite das Dorf Habkern, welches an einem Hang oberhalb des Flusses liegt. Hier nimmt er mit dem Traubach auch seinen wichtigsten Zufluss auf.  Die Strasse von Unterseen nach Habkern überquert den Bach in der Nähe der Schufelegg. Das Flussbett ist zum Eindämmen der starken Erosion mit vielen Sperren verbaut.
Bei St. Niklausen verlässt er das Tal und verläuft nun begradigt und mit einem Seitendamm gesichert gegen Südwesten am Rand der weiten Fläche auf seinem ursprünglichen Schwemmkegel. Er tangiert Unterseen und mündet bei Neuhaus auf einer Höhe von 558 m ü. M. in den Thunersee, wo er ein kleines Delta gebildet hat.
Sein etwa 12,2 km langer Lauf endet circa 1048 Höhenmeter unterhalb seiner Quelle, er hat somit ein mittleres Sohlgefälle von 86 ‰.

### Einzugsgebiet
Das 46,75 km² grosse Einzugsgebiet des Lombachs liegt in den Voralpen und wird über die Aare und den Rhein zur Nordsee entwässert.
Es besteht zu 53,8 % aus bestockter Fläche, zu 35,6 % aus Landwirtschaftsfläche, zu 1,7 % aus Siedlungsfläche, zu 0,6 % aus Gewässerfläche und zu 8,3 % aus unproduktiven Flächen.
Die mittlere Höhe des Einzugsgebietes beträgt 1408 m ü. M., die minimale Höhe liegt bei 557 m ü. M. und die maximale Höhe bei 2160 m ü. M.

### Zuflüsse des Lombachs
- Moosgräbli (rechts), 0,2 km[4]
- Roteschwandgräbli (links), 0,2 km
- Gärbergräbli (rechts), 0,3 km
- Nollgräbli (links), 0,2 km
- Sytwaldgrabe (links), 0,4 km
- Fischgräbli (rechts), 0,7 km
- Madgräbli (rechts), 1,2 km
- Spitzgräbli (links), 0,5 km
- Hüttenegggrabe (rechts), 1,0 km
- Bodmibach (links), 2,8 km, 2,47 km²
- Allmigräbli (rechts), 1,0 km
- Geissschürligräbli (rechts), 0,5 km[4]
- Schwarzbach II (rechts), 1,4 km
- Schneitermattengräbleni I (rechts), 0,5 km[4]
- Chlyn Troligrabe (links), 0,4 km[4]
- Tschiemegräbli (rechts), 0,3 km[4]
- Gross Troligrabe (links), 0,5 km[4]
- Schiessilouena (links), 0,7 km[4]
- Stadelgrabe (rechts), 1,3 km
- Inner Luegibodegrabe (links), 0,1 km[4]
- Üssere Luegibodegrabe (links), 0,1 km[4]
- Gschpisgräbli (rechts), 1,2 km
- Saalgräbleni I (links), 0,1 km[4]
- Saalgräbleni II (links), 0,1 km[4]
- Saalgräbleni III (links),0,1 km[4]
- Saalgräbleni IV (links), 0,1 km[4]
- Traubach (rechts), 7,6 km, 22,91 km², 1,72 m³/s
- Balkemoosgräbli (rechts), 0,3 km[4]
- Haltegrabe (rechts), 1,3 km
- Gloggezug (links), 0,2 km[4]
- Luegibodegrabe (links), 0,2 km[4]
- Rotefluegrabe (links), 0,5 km
- Stallgrabe (links), 0,3 km[4]
- Inners Schufelegggräbli (links), 0,4 km[4]
- Üssers Schufelegggräbli (links), 0,5 km[4]
- Gruebegräbli (rechts), 0,3 km[4]
- Eggfuregräbli (rechts), 0,2 km[4]
- Ober Hüttegrabe (links), 0,6 km[4]
- Habbach (rechts), 2,7 km, 1,06 km²
- Leitigrabe (links), 0,5 km[4]
- Höllgrabe I (links), 0,2 km[4]
- Höllgrabe II (links), 0,2 km[4]
- Erlibodegrabe (rechts), 1,3 km
- Wagisbach  (rechts), 2,0 km
- Müllersleegräbli (rechts), 0,2 km[4]
- Höllgrabe III (links), 0,2 km[4]
- Steigrabe (rechts), 0,8 km
- Höllgrabe IV (links), 0,2 km[4]
- Wangschürligräbl (rechts), 0,3 km[4]
- Stumpegrabe (rechts), 0,8 km
- Rossgrindgrabe I (links), 0,2 km[4]
- Rossgrindgrabe II (links), 0,1 km[4]
- Rossgrindgrabe III (links), 0,1 km[4]
- Rossgrindgrabe IV (links), 0,5 km[4]
- Schopfgräbli (rechts), 0,1 km[4]
- Rohrgrabe (links), 0,4 km[4]
- Schafweidgräbli (rechts), 0,1 km[4]
- Büelbach (rechts), 4,1 km, 3,81 km²
- Nidelbrünneligräbli (links), 0,2 km[4]
- Rohrschürligräbli (links), 0,2 km[4]
- Stollegrabe (rechts), 0,6 km[4]
- Rohregggrabe (links), 0,3 km
- Inners Chapfgräbli (rechts), 0,3 km[4]
- Üssers Chapfgräbli (rechts), 0,2 km[4]
- Chlyne Pfengigrabe (rechts), 1,0 km
- Louenergräbli I (links),  0,3 km[4]
- Gross Pfengigrabe (rechts), 0,8 km, 0,52 km²
- Hassauligraben  (links), mit Ober Hassauligrabe 0,8 km[4]
- Längenegggraben (rechts), 1,6 km
- Ballisgrabe (rechts), mit Holenöschgrabe 1,7 km
- Zächnisweidligräbli (links), 0,2 km[4]
- Heuschleif(gräbli) (links), 0,5 km[4]
- Tschiemersgrabe (rechts), 0,3 km[4]
- Schindelgrabe (rechts), 0,6 km, 0,57 km²
- Schnäggebächli (links), 0,4 km[4]
- Under Tanneboumgrabe (rechts), 0,4 km[4]
- Ober Tanneboumgrabe  (rechts), 0,6 km[4]
- Chlempigrabe (rechts), 0,8 km[4]
- Inners Chienberggräbli (rechts), 0,5 km[4]
- Mittlers Chienberggräbli (rechts), 0,2 km[4]
- Üssers Chienberggräbli (rechts), 0,4 km[4]
- Holegrabe (rechts), 1,1 km[4]

## Hydrologie

### Hydrologischer Hauptstrang
Direkter Vergleich der beiden Oberläufe am Zusammenfluss:
| Name     | Länge [in km] | EZG [in km²] | MQ [in m³/s] |
| -------- | ------------- | ------------ | ------------ |
| Lombach  | 4,9           | 07,55        | 0,52         |
| Traubach | 7,6           | 22,91        | 1,72         |

Der längere Traubach hat auch das grössere Einzugssystem und ist wasserreicher. Er ist somit der  hydrologische Hauptstrang des Flusssystems Lombach.  Die Gesamtlänge des Strangs Lombach-Traubach beträgt 14,9 km.

### Abflussdaten
An der Mündung des Lombachs in den Thunersee beträgt die modellierte mittlere Abflussmenge (MQ) 3,16 m³/s. Der Abflussregimetyp ist nival de transition und die Abflussvariabilität beträgt 19.

## Naturschutzgebiet
Die Quelle des Lombachs befindet sich im 123 ha grossen national bedeutenden Flachmoorgebiet Moor bei Lombachalp. Gleich anschliessend flussabwärts befindet sich ein weiteres nationales Flachmoor: das 62 ha grosse Flachmoorgebiet Schwendallmi.
Die ersten 2 km des Lombachs liegen im Smaragdgebiet Habkern/Sörenberg.
Südöstlich der Mündung in den Thunersee liegt das Naturschutzgebiet Weissenau.